# キャリコM100
キャリコ M100は、1986年にアメリカのキャリコ社（Calico Light Weapons）が開発した自動小銃（カービン）である。

## 概要
独特のデザイン、特に通常の銃とは大きく異なる構造の多弾数装弾弾倉を持つ自動銃器であり、元々は拳銃弾を使用する民間向けのセミオートライフルとして開発された。.22LR弾を使用する他、9mmパラベラム弾を使用するモデルや、フルオート射撃可能な公用向けの短機関銃型がある。
独特の機構で知られる銃であったが、多弾数装弾弾倉には問題も多く、信頼性には難があった。アメリカ合衆国の銃規制によって民間用銃器は11発以上の装弾数を持つ弾倉を使用できなくなり、最大のセールスポイントを失ってしまった上、軍用、警察用としては信頼性が低いとして採用されなかった。結果、キャリコ社は経営難に陥り倒産している。
キャリコ社は1990年代には経営を再建し、「M900」の名称（後に“リバティー”と改名）で9x19mmモデルを販売したが、信頼性の問題は根本的には解決されておらず、民間向け、公的機関向け共にセールス的には成功しなかった。
M100シリーズはその独特の機構や外観からトイガンのモデル元やフィクション作品に登場する銃としては知名度が高い。

## 特徴
作動方式はオーソドックスなディレイドブローバックだが、9mmパラベラム弾を使用するM900 シリーズでは、H&K G3に近いローラーロッキング方式に変更している。
最大の特徴は「ヘリカルマガジン」と呼ばれる弾倉である。これは、円筒状のケースの中で弾薬を螺旋状に配置するというもので、コンパクトな見た目とは裏腹に最大100発という多弾数を実現した。弾倉内部には独特な形状（“螺旋階段を横にしたような”、あるいは“束ねた筒を捻ったような”と形容される）の弾送り装置があり、これがバネとゼンマイの力で回転することで、弾倉内の弾が螺旋状に前方に送られる、という機構であった。通常の銃器では弾倉を銃把の前方や内部に差し込むのに対し、M100はグリップより後部、丁度ストックの真上に弾倉を配置している。なお、排莢口は22LR弾タイプでは銃の右側面、9mm弾タイプではトリガー前方に設けられている。

## 評価
M100シリーズは非常に独特なシステムで知られる銃だったが、最大の特徴である大容量弾倉の螺旋式機構は問題も多く、装弾時にゼンマイを充分に巻かないと弾送りが止まってしまう上、螺旋状の弾倉から薬室への装填が弾倉から送られる弾と後退した遊底の位置とタイミングが正確に合わなければ成されないため、装弾不良の発生頻度が非常に高いものとなり、信頼性に難があった。銃身が長いわりに命中精度が特に高いわけでもなく、独特の弾倉構造は射撃を続ける（弾倉内の弾薬を消費する）に従って銃全体の重心が前方に遷移する、という問題もあった（銃身の短いピストルモデルには、逆に「弾倉の残弾数が多い状態だと重心が銃後方に偏っていて構え辛い」という難点が指摘された）。
アメリカ合衆国では1994年に施行された「アサルトウェポン規制法」によって、民間用の銃器では11発以上の装弾数を持つ弾倉を使用できなくなり、多弾数装弾という最大の特徴を失ってしまった。軍用、警察用としては既にH&K MP5などの優秀な短機関銃が採用されており、信頼性が低く他の銃と比べて特に優れた点もないとしてどこにも採用されなかった。
使用弾薬を変更して作動方式を刷新したM900も弾倉構造に起因する装填不良の頻発という問題は解決できず、やはり信頼性に問題があり、民間向け、公的機関向け共に評価は高くない。
しかし実用上の問題は認識されつつも、その特異な機構と外観からM100シリーズは「変わった銃」としての知名度は高い。

## バリエーション
M100は口径や用途に応じて多数のバリエーションがある。型式番号は発売順に付けられている。

### .22LRモデル
M100
基本モデル。分類としては民生用ピストルカービンに当たる。
M100 タクティカル
M100のハンドガードをピカティニー・レールに換装したモデル。
M100S
M100を木製のハンドガードとグリップと一体型のサムホールストックに換装したモデル。
M100FS
M100のストックをプラスチック製の固定式に換装したモデル。ハンドガードとグリップは特に変更していない。
M100FS タクティカル
M100FSのハンドガードをピカティニー・レールに換装したモデル。
M105
M100Sのストックをピストルグリップに変更したモデル。
M100P/M110
M100のバレルを201mm（6.1インチ）まで短縮し、ストックを省略してマガジンを50連に変更したピストルモデル。

### 9x19mmモデル

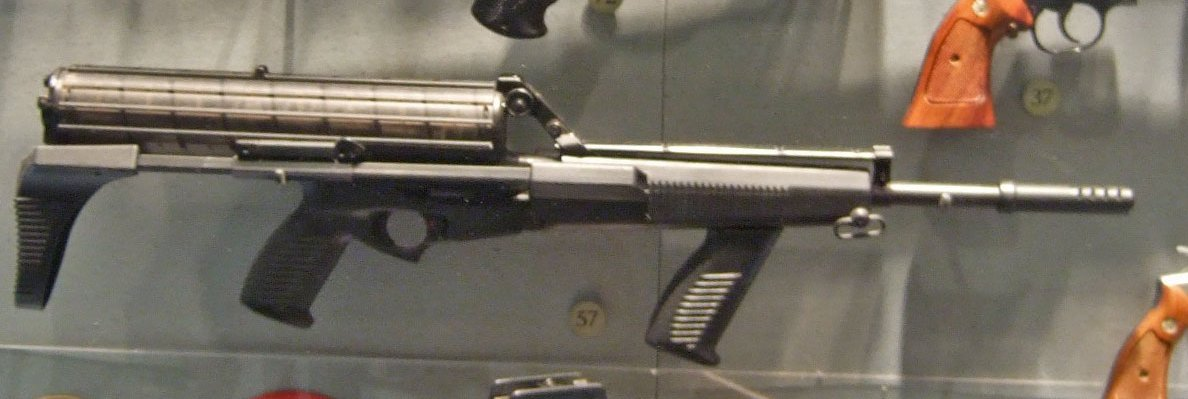
M960

M900/リバティー I
M100の9mmパラベラム弾仕様。スライドストックを標準装備し、ハンドガードの形状が変更された他、バレルも延長されている。
リバティー I タクティカル
ハンドガードをピカティニー・レールに換装したモデル。
M900S/リバティー II
M900に固定ストックを装備したモデル。以下、Sが付くモデルは同じ形状のストックを装備。
リバティー II タクティカル
ハンドガードをピカティニー・レールに換装したモデル。

M900A
軍、警察向けのフルオート射撃可能な短機関銃モデル。以下、Aが付くモデルはフルオート射撃可能。
M950/リバティー III
M900のバレルを短縮し、スライドを省略したピストルモデル。通常は50連マガジンを使用する事で全長を短縮している。
リバティー III タクティカル
ハンドガードをピカティニー・レールに換装したモデル。
M951
M900をベースにマズルコンペンセイターとフォアグリップを装備したタクティカルカービン。
M955
M951のショートカービン。
M960
M950にスライドストックを装備したモデル。

## 登場作品

### 映画、ドラマ
『S.A.S. 英国特殊部隊』
第三シーズンの「エネミー・ライン」でイギリス陸軍駐屯地にいたSAS隊員に1丁だけ配布されたが、その後の任務で使用されなかった。
『刑事ナッシュ・ブリッジス』
第2シーズン、「凶悪覆面強盗団」にて犯人が使用。
『ゴジラvsスペースゴジラ』
血液凝固剤入り弾薬の発射機として登場。Gフォース隊員の結城晃少佐がゴジラに対して使用する。
『ザ・グリード』
プロップガンに改造されており、劇中の説明によると中国製、装弾数1,000発、ガトリング砲のように回る5本の銃身で、「M1L1三銃身突撃銃」という名称で登場。
『ポリス・ストーリー3』
パンサーとタイ将軍の護衛がM960Aを所持しており、タイ将軍の私設キャンプ内で銃撃戦を繰り広げる。

### アニメ
『Fate/Zero』
衛宮切嗣がトンプソン・コンテンダーの単発銃としてのデメリットを補う形でサイドアームとしてキャリコM950を使用する。
『アミテージ・ザ・サード』
M950が登場。
『ヴァンドレッド』
バーネット・オランジェロがM950Aを使用。
『ガンスミスキャッツ』
M950Aが登場。

### 漫画
『Mr.Clice』
殺し屋ナポレオンのメインアーム。基本は2丁装備。マガジンを300連発にカスタマイズ（『香港の銃撃戦』）し、並列に配した連装・4連装式が登場したことがある（『クリス ハワイに飛ぶ!!』）。
『ジーザス』
M100 タクティカルが登場。
『新ワイルド7』
「キャリコP」として登場。

### 小説
『Fate/Zero』
衛宮切嗣と久宇舞弥がM950をサイドアームとして使用。
『ソードアート・オンライン』
M900AがGGOプレイヤー「闇風」（ヤミカゼ）の愛銃として登場。
『特殊防諜班シリーズ』
同シリーズの「組織報復」でガルツェが使用。

### ゲーム
『Alliance of Valiant Arms』
「Calico M950」という名称で登場。ゲーム内兵種「ポイントマン」の主武器として使用可。9mmパラベラム弾を使用するサブマシンガンとして登場している。
『ソードアート・オンライン フェイタル・バレット』
M900Aが「LMGHelical」の名称で登場。他媒体と異なりバレルジャケットの凹凸など外見が若干アレンジされた架空銃である。闇風が使用する。
『バイオハザード CODE:Veronica』
クレア編の序盤でM100Pを入手可能。威力は低いが、今作から導入された2丁持ちで使用する。
『パラサイト・イヴ2』
2日目のドライフィールドで一定条件を満たした場合、ダグラスからM950を譲ってもらえる。